# 포트탤벗

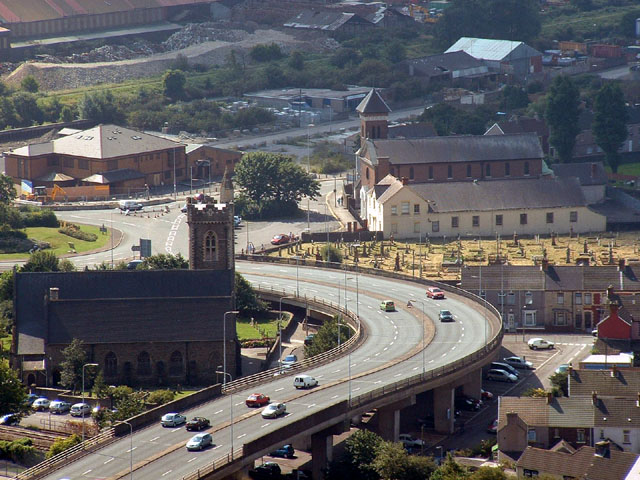
포트탤벗

포트탤벗(Port Talbot)은 영국 웨일스 니스포트탤벗의 도시로, 인구는 35,633명이다.